# Planomicrobium okeanokoites
Planomicrobium okeanokoites ist eine Art von Bakterien. Die Art zählt zu den Firmicutes. Das Bakterium wurde vom Meeresboden isoliert.

## Merkmale

### Erscheinungsbild
Die Zellen von Planomicrobium okeanokoites sind stäbchenförmig und peritrich begeißelt. Die Zellgröße liegt zwischen  0,4 und 0,8 μm in Breite und  1,0 bis 20 μm in Länge. Allerdings liegt die Länge bei den meisten Zellen unter 2,8 μm. Sporen werden nicht gebildet. Die Farben der Zellen sind meist hellgelb bis hell orange. In einem Nährmedium, welches NaCl enthält, kann die Gram-Färbung positiv bis gram-variabel ausfallen, ist kein NaCl vorhanden fällt sie negativ aus.

### Wachstum und Stoffwechsel
Planomicrobium okeanokoites ist chemoorganotroph und strikt aerob. Der Stoffwechselweg ist die Atmung. Wachstum erscheint bei Temperaturen zwischen 20 und 37 °C. Es toleriert NaCl-Werte 0 bis zu 7 %, Planomicrobium okeanokoites ist also halotolerant. Der Katalase-Test verläuft positiv, der Oxidase-Test schwach positiv und der Urease-Test negativ. Eine Nitratreduktion findet nicht statt.
Das Bakterium kann das Protein Gelatine hydrolytisch abbauen. Auch Casein wird genutzt, die Tests auf die Nutzung von Stärke und die Äskulinspaltung verlaufen negativ.

### Chemotaxonomische Merkmale
Der GC-Gehalt in der DNA liegt bei 45,9 Mol-Prozent.
Die überwiegend vorhandenen Menachinone sind MK-7 und MK-8. Die Zellwand enthält Lysin, Glutaminsäure, Asparaginsäure und Alanin. Der Peptidoglycan-Typ ist A4α, die beiden Tetrapeptide der Peptidbrücke sind über eine Asparaginsäure verbunden (Typ L-Lys-D-Asp). Die hauptsächlichen Phospholipide der Membran sind Phosphatidylethanolamin, Phosphatidylglycerol und Bisphosphatidylglycerol. Die in der Membran am häufigsten vorkommenden verzweigten Fettsäuren sind iso-C14:0 (iso-Tetradecansäure, wissenschaftlicher Name 12-Methyltridecansäure,  C14H28O2) und iso-C16:0 (iso-Palmitinsäure, wissenschaftlicher Name 14-Methylpentadecansäure, C16H32O2).

## Systematik
Planomicrobium okeanokoites zählt zu der Familie Planococcaceae. Im Jahr 1944 wurde die Art zum ersten Mal beschrieben und zu der Gattung Flavobacterium gestellt. Im Jahre 1996 wurde sie zu der Gattung Planococcus transferiert. Schließlich wurde sie im Jahr 2001 von Jung-Hoon Yoon und Mitarbeitern zu der jetzigen Gattung Planomicrobium gestellt.

## Etymologie
Der Gattungsname setzt sich aus den griechischen Worten planos („Wanderer“) und micros („klein“) zusammen und bezieht sich auf die Größe (es handelt sich entweder um Koken oder kurze Stäbchen) und die Motilität dieser Bakterien.
Der Artname P. okeanokoites ist zusammengesetzt aus dem griechischen Wort „okeanos“ (der Ozean) und dem lateinischen Wort „choite“ (Bett) und bezieht sich auf den Lebensraum des Bakteriums, der Meeresboden.